# سیفان حسن
سیفان حسن (اورومو: Siifan Hassan؛ زادهٔ ۱ ژانویهٔ ۱۹۹۳) دونده زن اتیوپی‌تبار اهل هلند است.
وی در مسابقات کشوری و بین‌المللی در مجموع برندهٔ ۹ مدال طلا، ۳ مدال نقره و ۳ مدال برنز شده است.

## اوایل زندگی
سیفان در آداما،اورومیا، اتیوپی متولد شد و او در در نزدیکی شهر کرسا در منطقه مونسا و در منطقه آرسی رشد پیدا کرد. سیفان در آن محل در ابتدای فعالیتش یک دونده تفریحی معمولی بود. وی بعدها اتیوپی را به عنوان پناهنده ترک می کند و در سال ۲۰۰۸ در سنین ۱۵ سالگی به هلند مهاجرت می کند. سیفان در هلند بعد از مهاجرتش مشغول به ادامه تحصیل شد تا در آن کشور پرستار شود، و بعد از آن او در کنار تحصیلاتش شروع به دویدن کرد. بعدها سیفان در سال ۲۰۱۳ شهروند هلند می شود.

## حرفه

### ۲۰۱۱–۲۰۱۲

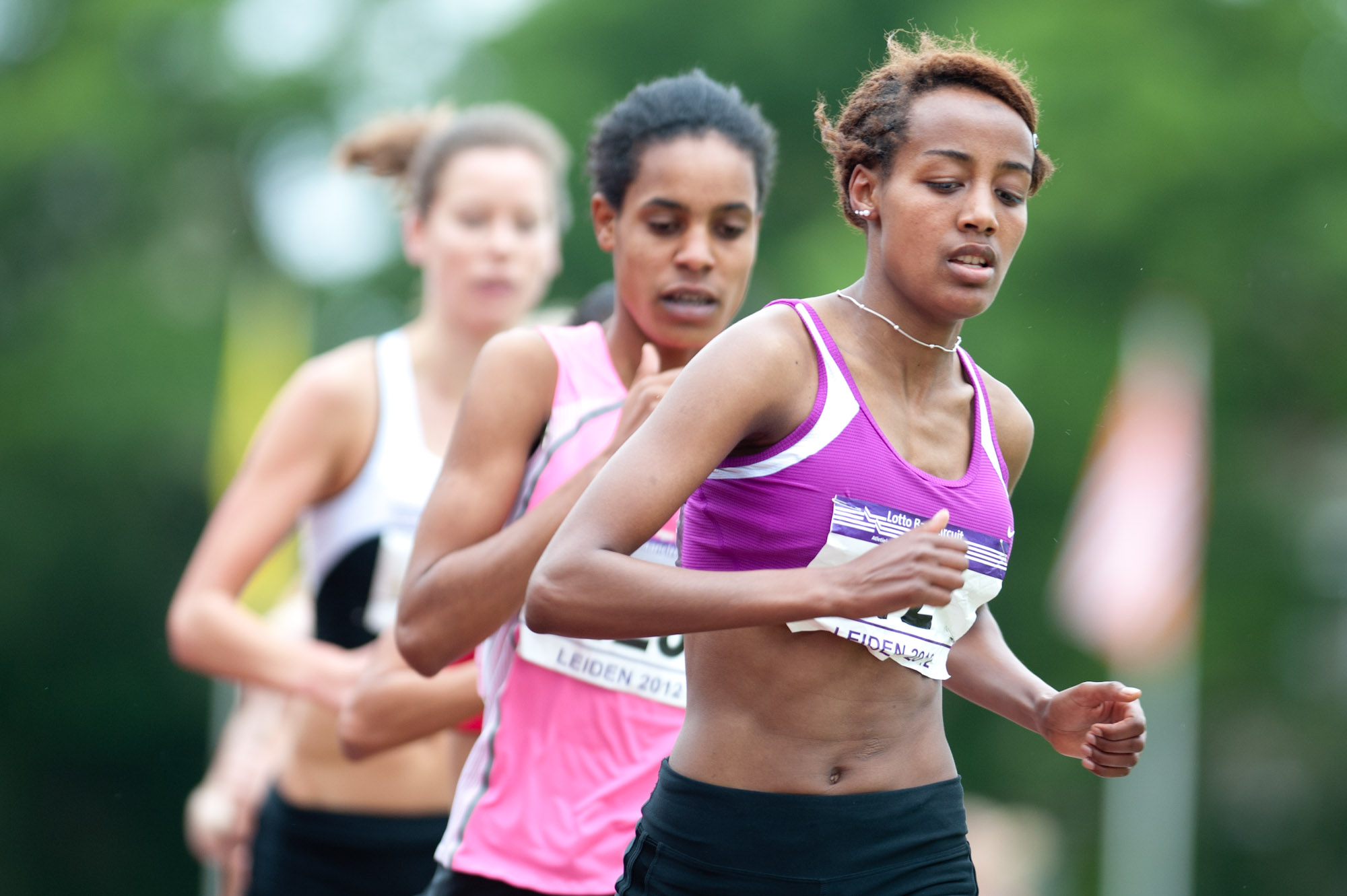
سیفان در نشست گلدن اسپایک سال ۲۰۱۲ که در لیدن (ان ال) +برگزار شد.

نزدیک به آیندهوون اتلتیک, سیفان در سال ۲۰۱۱ وارد دو و میدانی نیمه ماراتن آیندهوون شد و او در این دو  و میدانی توانست با زمان ۷۷:۱۰ دقیقه پیروز این مسابقه شد. سیفان همچنین در ۲ مسابقه کراس کانتری (سیلوسترکراس و مول جام کراس لوتو به مقام نایب قهرمان)دست پیدا کرد. او در آن مسابقات در سال ۲۰۱۲ و همچنین در دو ۳۰۰۰ متر در لیدن گودن اسپایک لی به مقام قهرمانی رسید.